# Jeanette Wolff
Jeanette Wolff (født 22. juni 1888 i Bocholt, død 19. maj 1976 i Vestberlin) var en tysk fagforeningskvinde og politiker (SPD).
Hun overlevde opholdet i flere koncentrationslejre, men mistede det meste af sin familie under holocaust. Efter 2. verdenskrig var hun medlem af først Berlins parlament og senere Forbundsdagen. Hun var også aktiv med hensyn til at genetablere jødiske organisationer.
Wolff gik ind for at dømme nazi-forbrydere hårdt, og advarede tidligt mod højreekstremismen. Hun afviste tanken om, at tyskerne havde kollektiv skyld for Holocaust, selv om mange af dem havde deltaget i tilintetgørelsesprocesserne. Wolff anså at det nye tyske demokrati måtte bygge på forsoning, politisk lighed og social retfærdighed.

## Liv og virke
Jeanette Cohen blev født den 22. juni 1888 i Bocholt som datter af Dina Cohen (1859–1938) og Isaac Cohen (1855–1929) og var den ældste af seks børn. I en alder af 16 år, i 1904, begyndte hun sin uddannelse som børnehavelærer i Bruxelles og arbejdede efterfølgende som børnehavelærer og pædagog. Hun boede skiftevis i Bruxelles, hvor hun meldte sig ind i Socialdemokratiet, og Bocholt, hvor hun mødte hollænderen Philip Fuldauer. I 1908 giftede de sig og flyttede til Dinxperlo i Holland. Den 4. december samme år blev deres datter Margerieta født, men hun døde i september det følgende år, og hendes mand Philip døde også godt to uger senere.
I 1909 dimitterede hun fra en aftenskole. Den unge enke vendte tilbage til Bocholt samme år og mødte købmanden Hermann Wolff (1888-1945), som hun giftede sig med i 1910. De bosatte sig i Bocholt og købte en lille tekstilfabrik der. I 1912 blev de den første virksomhed nogensinde til at indføre 8-timers arbejdsdagen. Ægteskabet gav tre døtre: Juliane (1912-1945), Edith (1916-2003) og Käthe (1920-1944). I 1932 flyttede familien til Dinslaken.

## Politisk virksomhed

### I hjembyen
Wolff engagerede sig tidlig i politik, først i hjembyen Bocholt i Westfalen. Der blev hun i 1919 som den første jødiske kvinde indvalgt til kommunestyret (Stadtrat), og sad der til 1932.

### Under nationalcosialismen 1933 til 1945
Kort tid efter Adolf Hitlers Machtergreifung blev hun arresteret og sat i forvaring (tysk: Schutzhaft). Efter to år blev hun i 1935 løsladt og drev derefter et pensionat for jøder i Dortmund.
Under Krystalnatten i 1938 blev familiens lejlighed ødelagt. Fra 1938 til 1945, blev hun deporteret til forskellige lejligheder for jøder og til flere koncentrationslejre. I 1942 blev hun sammen med sin mand og deres to døtre deporteret til koncentrationslejren] Kaiserwald. I 1944 blev de overført til Stutthof, hvor hun så sin mand for sidste gang. I 1945 var kun Wolff selv og hendes datter Edith som var familiens enest overlevende. Datteren Käthe blev skudt i Ravensbrück i 1944, og den ældste datter Juliane myrdet i Kaiserwald i 1944. Hermann Wolff blev flyttet fra Stutthof til Buchenwald, og derfra i april 1945 tvunget ud på en dødsmarch til koncentrationslejren Flossenbürg. Det antages at han den 22. eller 23. april 1945, blev skudt af SS i Roding.

### Berlin
Hun var medlem af Berlins parlament fra 1946 til 1951. I Berlin-Neukölln blev hun medlem af et afnazificeringsnævn under de afnazificeringsprocesser som blev holdt efter krigen. Da det blev klart for hende at det overvejende var de små som blev taget, mens de store slap fri, trådte hun ud af nævnet.

### National politik
På SPD's anden partikonference efter krigens afslutning i 1947 talte hun for en hårdere afnazificeringslov, idet hun også henviste til sine egne oplevelser og tab: "Tænk på de mange ofre, på de ødelagte og brændte ejendele, på de 12 år, der blev så meningsløst spildt på os"
Fra 1946 og fremefter deltog Jeanette Wolff i genopbygningen af det jødiske samfund i Berlin, især i den jødiske kvindeliga. Hun var medstifter (1949), jødisk næstformand (1949–1970) og jødisk formand (1970–1976) for Selskabet for Kristen-Jødisk Samarbejde i Berlin. Hun var også medstifter af Foreningen af ofre for naziregimet og Foreningen af antifascister.
Wolff var medlem af Forbundsdagen fra 1952 til 1961.
Fra 1965 til 1975 var hun næstformand for Det Jødiske Centralråd i Tyskland.
Wolff advarede også mod videreføringen af højrekstremismen. Men i modsætning til flere jødiske organisationer, afviste hun at tyskerne havde en kollektiv skyld for Holocaust. Det gjaldt selv om mange af dem havdde deltaget i tilintetgørelsesprocesserne. Wolff anså at det tyske demokrati måtte bygge på forsoning, politisk lighed og social retfærdighed.

## Æresbevisninger og eftermæle
Wolff er begravet i en æresgrav på den jødiske menigheds gravlund i Berlin-Charlottenburg.
Hun regnes blandt de vigtigste personer som i løbet af de sidste 200 år, har bidraget til udviklingen af demokratiet i Tyskland.
1961 fik Wolff Bundesverdienstkreuz, den eneste orden, der uddeles i det nuværende Tyskland.
Den 9. februar 2012 blev der sat en snublesten i Münsterstraße 42 i Dortmund til minde om Jeanette Wolff.